# Linda Pfeiffer
Linda Pfeiffer (* 25. Mai 1948 in Solingen) ist eine deutsche Schriftstellerin.

## Leben und Werk
Nach dem Abitur studierte Linda Pfeiffer an der Pädagogischen Hochschule in Köln und stand dort in enger Verbindung zu Rolf Dieter Brinkmann und Ralf-Rainer Rygulla, mit denen sie u. a. Undergroundfilme drehte. Auch wirkte sie an der Zusammenstellung der von Brinkmann und Rygulla herausgegebenen Popliteratur-Anthologie Acid (1969) mit. Sie verfasst Erzählungen und Gedichte, die sie ab 1969 u. a. in längst legendären Undergroundzeitschriften wie Der Gummibaum (hrsg. von Rolf Dieter Brinkmann) und Der fröhliche Tarzan (hrsg. von Rolf Eckart John) oder Litfass veröffentlichte. Von 1970 bis 1973 schrieb sie als freie Mitarbeiterin für den Kölner Stadt-Anzeiger. 1985 erhielt sie eine Einladung zum Ingeborg-Bachmann-Wettbewerb in Klagenfurt und debütierte im selben Jahr mit dem Erzählband Ich weine, ich lache. 1989 war sie gemeinsam mit Hubert Winkels in Düsseldorf Jurorin beim Autorentreffen NRW. In den 1990er Jahren war sie Mitglied im P.E.N.-Zentrum deutschsprachiger Autoren im Ausland. Seit Oktober 2015 nimmt sie an dem interkulturellen Projekt „FremdwOrte“ im Literaturhaus Köln teil.
Bis 2012 arbeitete sie als Lehrerin, von 1977 bis 1979 in Rio de Janeiro, anschließend an verschiedenen Schulen im Rheinland, zuletzt in Sri Lanka. Zurzeit ist sie als freie Dozentin tätig.
Linda Pfeiffer lebt mit dem Künstler Henning John von Freyend in Sievernich.

## Einzeltitel
- Ich weine, ich lache. Erzählungen. März, Herbstein 1985, ISBN 978-3-88880-061-0.
- Schwarze Liebe. Roman. Kiepenheuer & Witsch, Köln 1989 und 2017, ISBN 978-3-462-01963-6.

## Anthologien
- Reinhold Neven DuMont (Hrsg.): KiWi Lesebuch. Die 80er Jahre. Kiepenheuer & Witsch, Köln 1989, ISBN 978-3-462-02011-3.
- Hubert Winkels (Hrsg.): aus. Mordstories. Kiepenheuer & Witsch, Köln 1986, ISBN 978-3-462-01754-0.
- Jochen Arlt, J. W. Martin (Hrsg.): Eine Hand wäscht die andere. Kölner Lesebuch. Rhein-Eifel-Mosel-Verlag, Pulheim 1987, ISBN 978-3-924182-07-6.